# Holocentropus cavus
Holocentropus cavus is een fossiele soort schietmot uit de familie Polycentropodidae.